# Protomydas leucops
Protomydas leucops är en tvåvingeart som först beskrevs av Christian Rudolph Wilhelm Wiedemann 1831.  Protomydas leucops ingår i släktet Protomydas och familjen Mydidae. Inga underarter finns listade i Catalogue of Life.